# Jekelius-ház
A Jekelius-ház Brassó egyik legrégebbi fennmaradt épülete; a városerőd azon kevés házainak egyike, melyek sértetlenül vészelték át az 1689-es tűzvészt. 1848-ban Ferdinand Jekelius itt alapította meg gyógyszertárát, mely egy évszázadon át működött. Műemlék ház, a romániai műemlékek jegyzékében a BV-II-m-A-11540 sorszámon szerepel.

## Története
A 16. századból származó lakóház a belvárosban, egy hajdani cisztercita kolostor helyén épült. Több szakaszban építették, reneszánsz és barokk elemekkel. Korához képest modern és ellenálló építmény volt, és ennek köszönhetően nem károsodott a tűzvészekben és földrengésekben.
1848-ban Ferdinand Jekelius szász patikus egyik földszinti üzlethelyiségben megalapította a Zur Hoffnung (A Reményhez) gyógyszertárat, mely Brassó hetedikként megnyílt patikája volt. A városlakók többnyire Aranyhal-patikának (Goldfischapotheke) nevezték, mivel a 20. század elejéig egy akvárium volt a bejáratnál. 1898-ban Ferdinand fia, Emil Jekelius vette át a gyógyszertár irányítását, 1922-ben pedig Emil veje, Erich Phleps.
A 20. század elején a ház két másik üzlethelyiségében voltak Hugo Gebauer írószer-kereskedő és Hans Meschendörfer könyvkereskedő üzletei, a belső udvarban pedig Oskar Netoliczka fényképész műhelye.
A Zur Hoffnung gyógyszertárat 1949 áprilisában államosították, majd megszüntették. A bútorokat és az egyéb berendezést az újonnan megalakult 1-es számú városi gyógyszertárba vitték, mely szintén a Kapu utcában volt. Az üzlethelyiségben egy ideig vendéglő üzemelt, jelenleg üresen áll; az épület többi részét lakóházként használják.

## Leírása
A kétszintes Jekelius-ház a Kapu utca (Strada Republicii) és a Michael Weiss utca sarkán helyezkedik el. A korabeli épületekhez hasonlóan masszív falak, kis ablakok, és kevés külső díszítés jellemzi. Falait négy támpillér erősíti, egy az épület sarkán, három pedig a Michael Weiss utcai oldalán. Telke 324 négyzetméteres, melyet csaknem teljes egészében elfoglal; a lakásbejáratok egy kis belső udvarról nyílnak.

## Képek

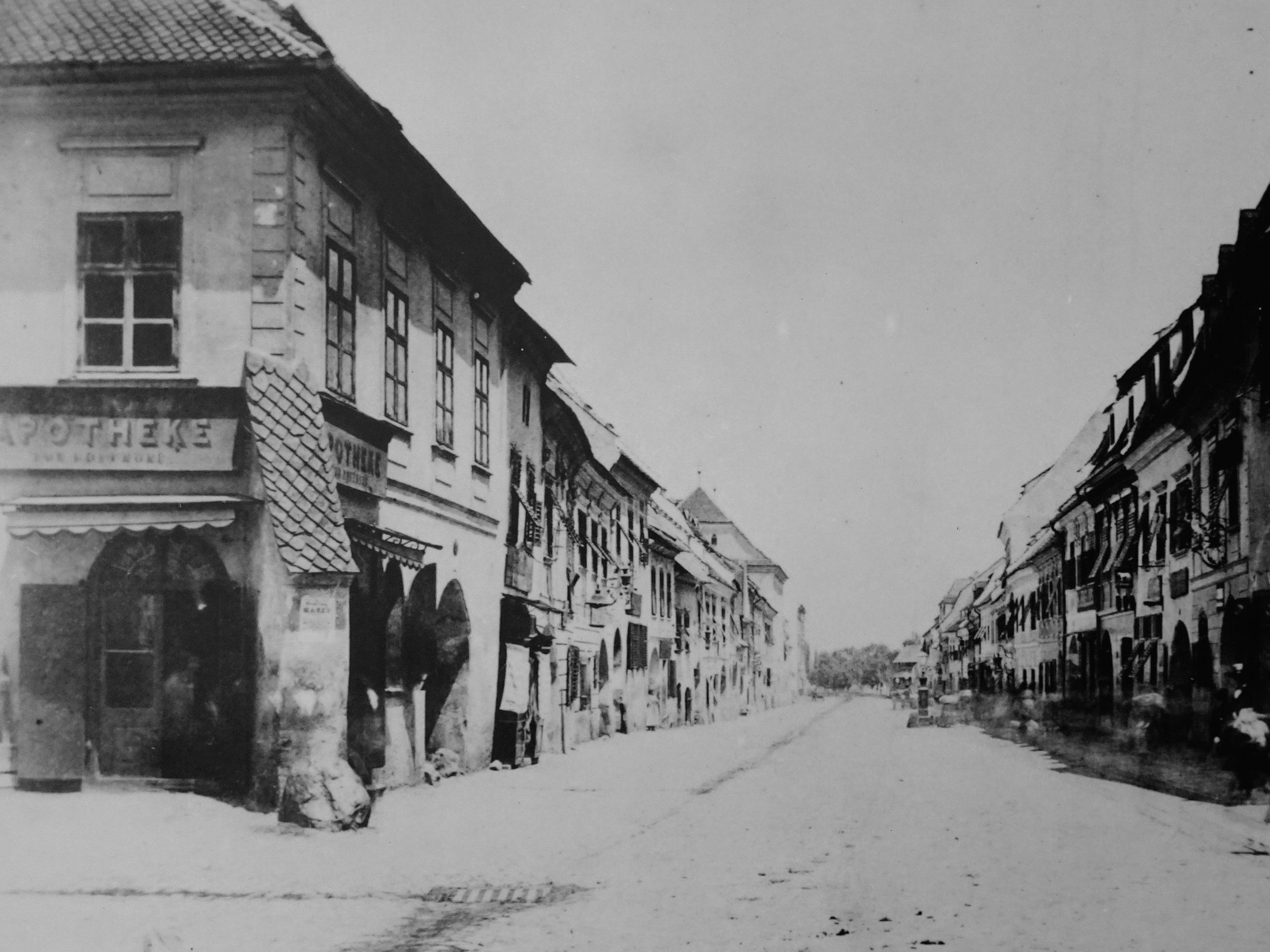
A Jekelius-ház (baloldalt) és a Kapu utca 1861-ben
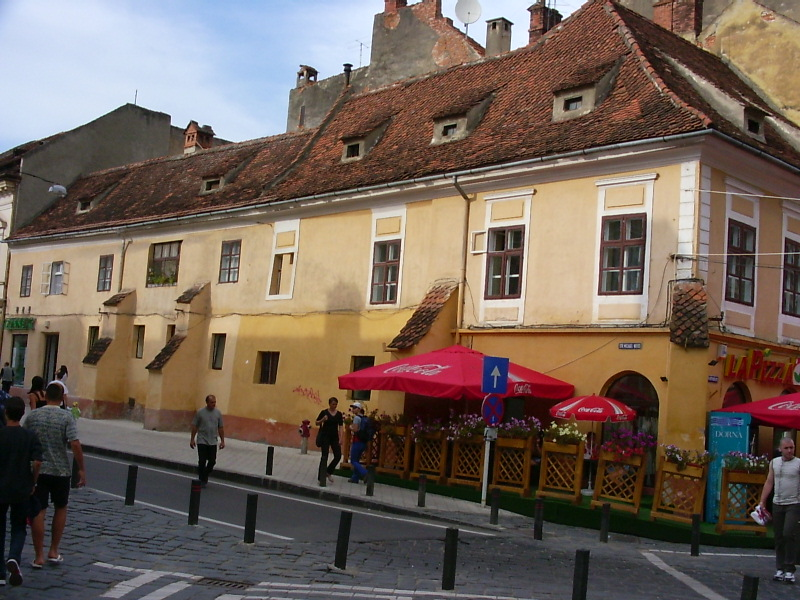
A Jekelius-ház 2004-ben
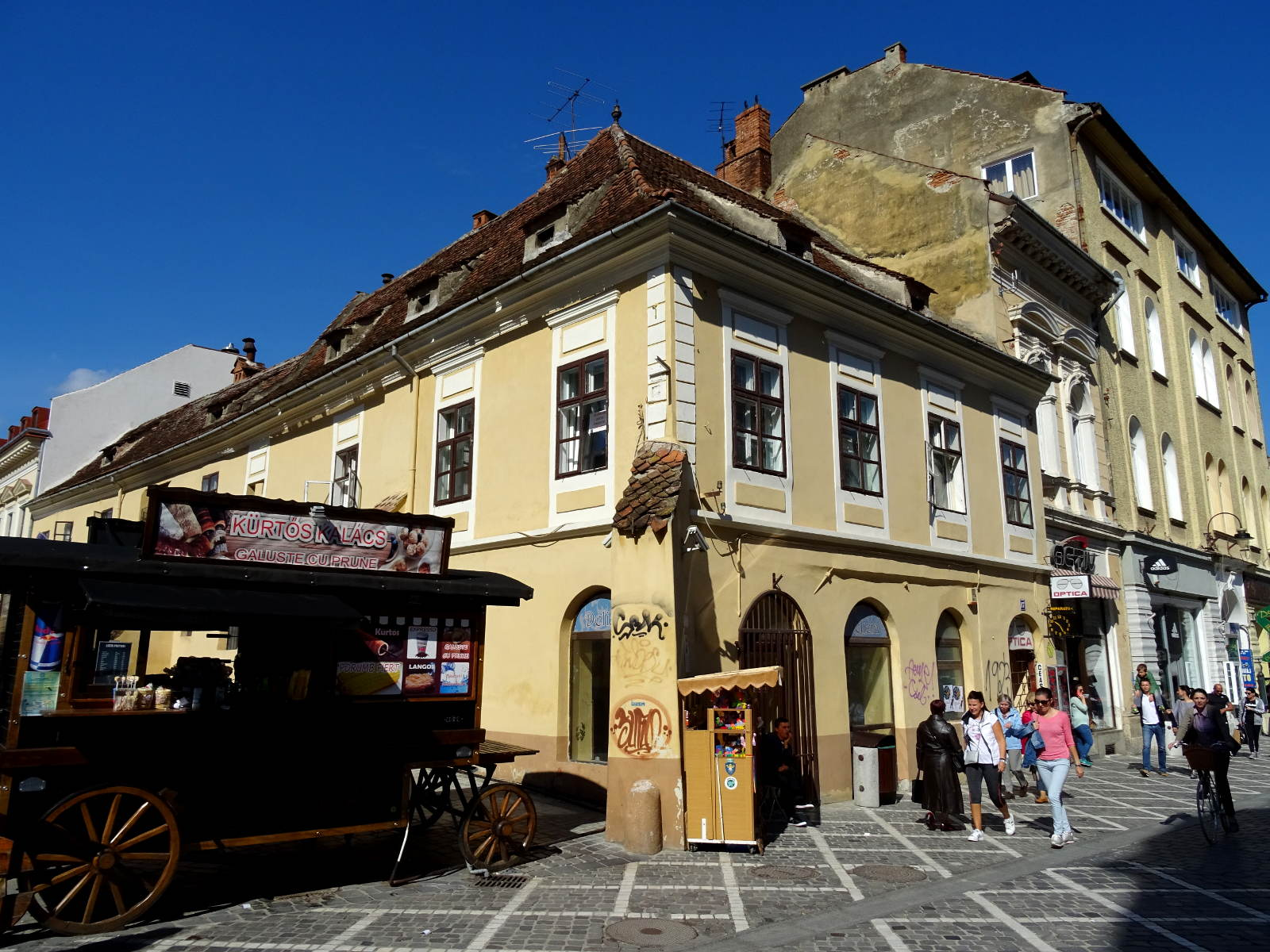
A Jekelius-ház 2016-ban
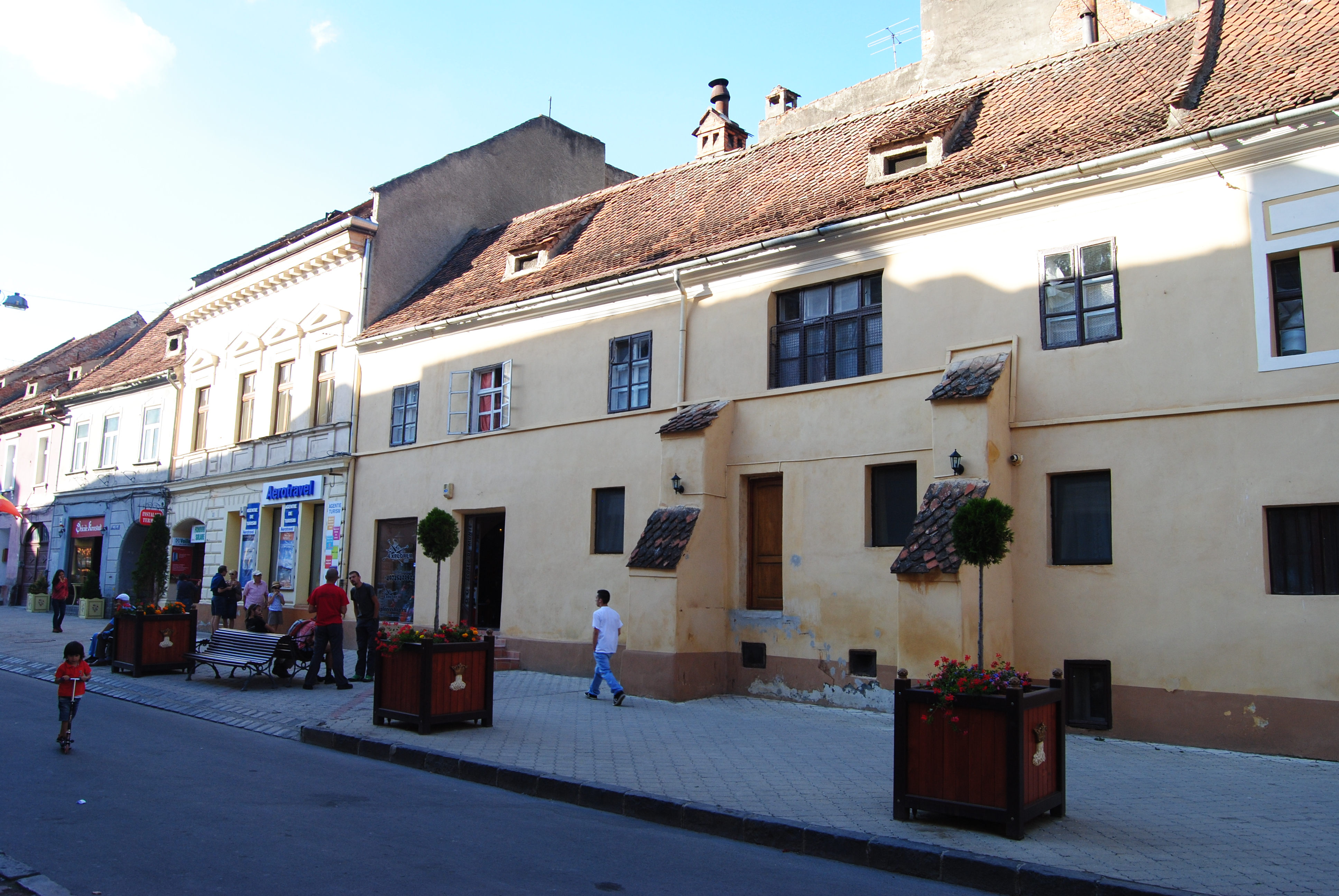
A Jekelius-ház és a Michael Weiss utca részlete
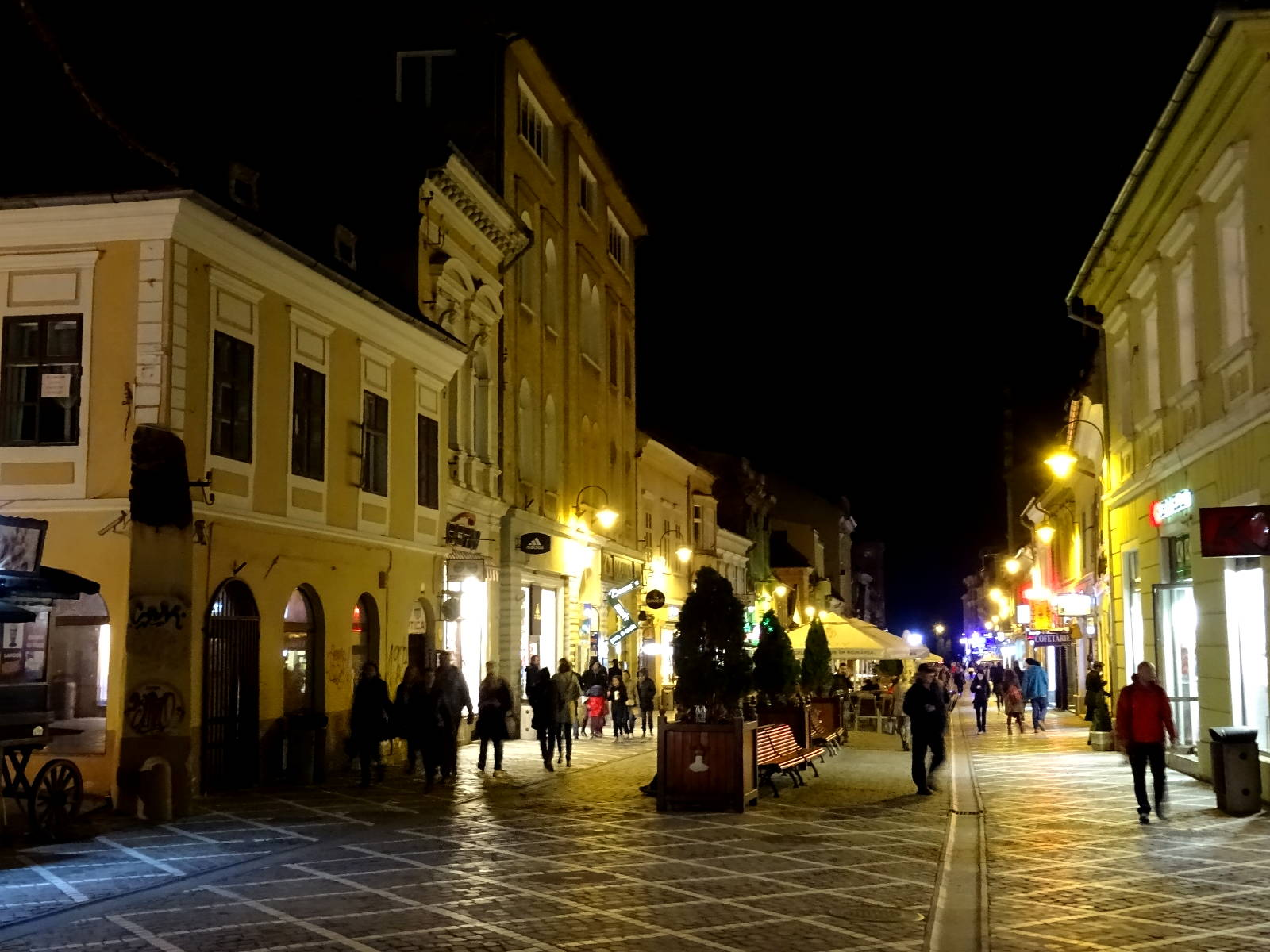
A Jekelius-ház (baloldalt) és a Kapu utca

## Érdekességek
- A Jekeliusok régi brassói család voltak, családfájukat egészen Jeremias Jekel evangélikus reformátorig vezették vissza, aki Johannes Honterus kortársaként 1542-ben megtartotta az első brassói evangélikus istentiszteletet.[6]
- A Jekelius-házban több rejtekhelyet, befalazott szobát találtak, és egyes vélemények szerint további kincseket is rejt az épület.[3]
- A gyógyszertár diógyökér-furnérral borított bútorai annyira tetszetősek voltak, hogy a 20. század elején a Bécsi Patikamúzeum felajánlotta megvásárlásukat. Emil Jekelius azonban visszautasította az ajánlatot, a bútorokat pedig 1949 után kisajátította az állam, majd 1989 után kézen-közön eltűntek.[7]
- A Michael Weiss utca 13. szám alatt (az ún. Leo Greif-házban), a Jekelius-háztól 50 méterre működik a Dr. Jekelius bár, amelynek 19. századi szász gyógyszertárat idéző berendezése van, és az italokat Berzelius-poharakban szolgálják fel.[8]